# Sky Map

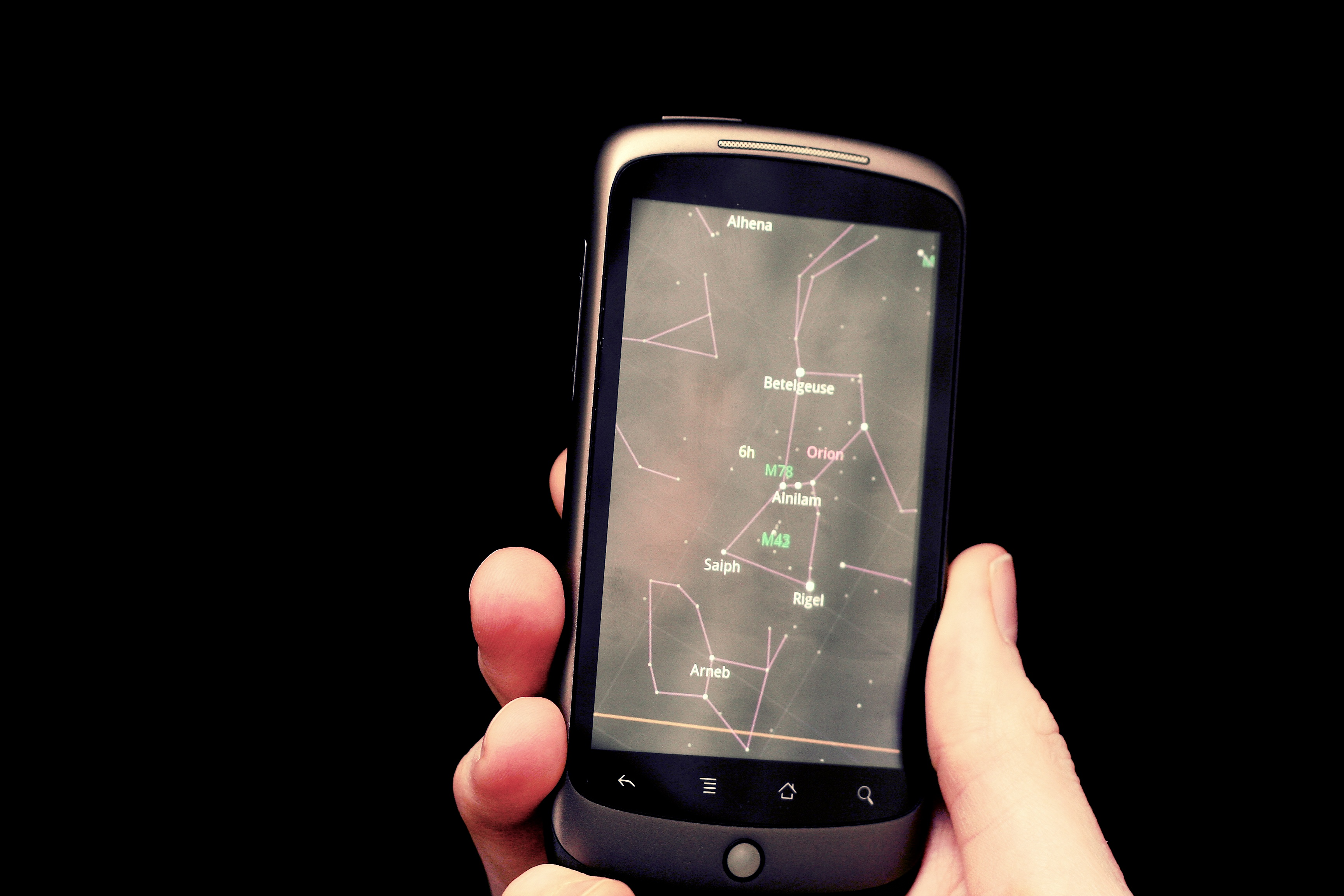
Sky Map em uso em um Nexus One

Sky Map é um aplicativo de software planetário Android.

## História
O Sky Map foi projetado e desenvolvido por um grupo de engenheiros do Google em Pittsburgh, Pensilvânia, como parte de seu tempo de 20%.
Agora é "doado e de código-aberto".

## Licenciamento
Em 20 de janeiro de 2012, o Google anunciou uma parceria de desenvolvimento estudantil com a Carnegie Mellon University e lançou o Sky Map sob a licença de código-aberto Apache 2.0.

## Código
O projeto está atualmente disponível na forma de um repositório GitHub.